# +–=÷× (Tour Collection)
+–=÷× (Tour Collection) (resa grafica di The Mathematics Tour Collection) è la prima raccolta del cantautore britannico Ed Sheeran, pubblicato il 27 settembre 2024 dalla Asylum e Atlantic.

## Tracce

### Edizione fisica
1. The A Team – 4:18 (Ed Sheeran)
2. Lego House – 3:05 (Jake Gosling, Chris Leonard)
3. Give Me Love – 5:23 (Jake Gosling, Chris Leonard)
4. Sing – 3:55 (Ed Sheeran, Pharrell Williams)
5. Don't – 3:39 (Ed Sheeran, Benjamin Levin)
6. Thinking Out Loud – 4:41 (Ed Sheeran, Amy Wadge)
7. Bloodstream – 5:00 (Ed Sheeran, Gary Lightbody, Johnny McDaid, Rudimental)
8. Photograph – 4:18 (Ed Sheeran, Johnny McDaid)
9. Tenerife Sea – 4:01 (Ed Sheeran, Foy Vance, Johnny McDaid)
10. I See Fire – 4:59 (Ed Sheeran)
11. Castle On The Hill – 4:21 (Ed Sheeran, Benjamin Levin)
12. Shape Of You – 3:53 (Ed Sheeran, Johnny McDaid, Steve Mac)
13. Galway Girl – 2:48 (Ed Sheeran, Foy Vance, Johnny McDaid, Amy Wadge, Eamon Murray, Niamh Dunne, Liam Bradley, Damian McKee, Sean Graham)
14. Perfect – 4:23 (Ed Sheeran)
15. Happier – 3:27 (Ed Sheeran, Benjamin Levin, Ryan Tedder)
16. Dive – 3:58 (Ed Sheeran, Benjamin Levin, Julia Michaels)
17. I Don't Care (feat. Justin Bieber) – 3:39 (Ed Sheeran, Fred Gibson, Max Martin, Shellback, Justin Bieber, Jason "Poo Bear" Boyd)
18. Beautiful People (feat. Khalid) – 3:17 (Ed Sheeran, Fred Gibson, Max Martin, Shellback, Khalid Robinson)
19. Afterglow – 3:05 (Ed Sheeran, David Hodges, Fred Gibson)
20. Bad Habits – 3:50 (Ed Sheeran, Fred Gibson, Johnny McDaid)
21. Shivers – 3:27 (Ed Sheeran, Johnny McDaid, Steve Mac, Kal Lavelle)
22. Eyes Closed – 3:14 (Ed Sheeran, Max Martin, Shellback, Fred Gibson)

Traccia bonus dell'edizione giapponese
1. Celestial – 3:29 (Ed Sheeran, Steve Mac, Johnny McDald)

### Edizione digitale
1. The A Team – 4:18
2. You Need Me, I Don't Need You – 3:40 (Ed Sheeran)
3. Lego House – 3:05
4. Give Me Love – 5:23
5. Sing – 3:55
6. Don't – 3:39
7. Thinking Out Live – 4:41
8. Bloodstream – 5:00
9. Photograph – 4:18
10. Tenerife Sea – 4:01
11. I See Fire – 4:59
12. Lay It All On Me (Rudimental feat. Ed Sheeran) – 4:02 (Amir Amor, Kesi Dryden, Piers Aggett, Leon Rolle, James Newman, John Harris, Ed Sheeran)
13. Castle On The Hill – 4:21
14. Shape Of You – 3:53
15. Galway Girl – 2:48
16. Perfect – 4:23
17. Happier – 3:27
18. Dive – 3:58
19. I Don't Care (feat. Justin Bieber) – 3:39
20. Beautiful People (feat. Khalid) – 3:17
21. Afterglow – 3:05
22. Bad Habits – 3:50
23. Shivers – 3:27
24. Eyes Closed – 3:14
25. Merry Christmas (con Elton John) – 3:28 (Ed Sheeran, Elton John)

## Classifiche
| Classifica (2024) | Posizione massima |
| ----------------- | ----------------- |
| Australia         | 4                 |
| Austria           | 14                |
| Belgio (Fiandre)  | 13                |
| Belgio (Vallonia) | 42                |
| Canada            | 12                |
| Croazia           | 17                |
| Germania          | 7                 |
| Irlanda           | 5                 |
| Italia            | 15                |
| Nuova Zelanda     | 3                 |
| Paesi Bassi       | 26                |
| Polonia           | 92                |
| Portogallo        | 72                |
| Regno Unito       | 5                 |
| Spagna            | 60                |
| Stati Uniti       | 28                |
| Scozia            | 8                 |
| Svizzera          | 19                |
| Ungheria          | 13                |